# Manoel José Gondin da Fonseca
Manoel José Gondin da Fonseca (Rio de Janeiro, 1899 — Rio de Janeiro, 1977) foi um escritor, jornalista, historiador e biógrafo brasileiro.

## Obras[2]
- Poemas de Angústia Alheia (1931)
- Arame Farpado (1934)
- Santos Dumont (1940)
- Biografia do Jornalismo Carioca (1941)
- Aere Perenius (1944)
- Etc. e Tal (1945)
- Camilo Compreendido (1953)
- Santos Dumont (1956)
- Senhor Deus dos Desgraçados (1958)
- Machado de Assis e o Hipopótamo (1960)
- Camões e Miraguarda (1961)
- A Vida de José Bonifácio, Nacionalista, Republicano e Homem de Esquerda (1963)
- A Revolução Francesa e a Vida de José Bonifácio (1968)
- A Tragédia de Eça de Queirós (1971)
- Morte no Triângulo (1971)